# Transmisión horizontal
La transmisión horizontal de una enfermedad es la transmisión de un agente patógeno, como una bacteria, hongo o virus, entre miembros de una misma especie que no tienen una relación madre-hijo.
La virulencia tiende a aumentar en la transmisión horizontal, al contrario que en la transmisión vertical. Por lo tanto, es un concepto fundamental para la medicina evolutiva.
Además de las infecciones de transmisión sexual, los modos de transmisión horizontales incluyen, aunque no se limitan a ello, una estación anterior y una estación posterior. En la transmisión por estación anterior, la transmisión ocurre por la picadura de un organismo infectado, como en la malaria, el dengue, y la peste bubónica. La estación posterior es transmisión por contacto con heces fecales. Ejemplos de ello son las enfermedades causadas por Rickettsia (como el tifus), la cual es causada cuando las heces de piojos entran al torrente sanguíneo.
En la teoría de la herencia dual, la transmisión horizontal se refiere al pasaje de rasgos culturales entre miembros de la misma generación.